# Samsung Star II GT-S5260
O Samsung Star II GT-S5260 é o sucessor do Star GT-S5230, nesta nova versão o aparelho mostra novas funções como Wi-Fi e funções aprimoradas como o Bluetooth 3.0. Nesta versão o aparelho conta com a interface Touchwiz 3.0.

## Polêmicas com a falta de memória padrão
Muitos usuários do Star II, sentem que não podem instalar muitos aplicativos em Java, que o celular fica sem memória padrão, o que acontece é que a memória padrão disponibilizada é 30MB, mas com os toques de mensagens, ringtones e wallpapers, sobram menos que 12MB para o usuário desfrutar, muitos usuários também reclamam que este mesmo problema afeta o navegador de web do aparelho, pois como não tem muita memória o aparelho acusa que falta memória para salvar os cookies, cachês e demais, e assim para de carregar a página. Mas o problema do navegador pode ser resolvido simplesmente instalando outro navegador, como o Opera Mini.

## Especificações técnicas

### Tecnologia
Quad Band (850 + 900 + 1800 + 1900 MHz), GPRS disponível, EDGE disponível, Proprietário Padrão, Navegador de Internet disponível, Valores SAR : 0.61 W/kg corpo e 0.74 W/kg cabeça.

### Bateria
Capacidade da bateria é de 960 mAh, Tempo de conversa: 2G: até 9 h, Tempo em Standby: 2G: até 30 dias.

### Design
Formato Barra, TFT, Resolução: 240x400, Tamanho da tela: 3,0.

### Video e Camêra
Video Player, Gravação de Vídeo QVGA, Câmera 3,2 megapixels.

### Conectividade
Bluetooth 3.0, Navegador HTML, WiFi, USB Mass Storage.

### Funções de Ligação
Viva-Voz, Identificador de Chamadas, Ligações Discadas/Perdidas/Recebidas, Tempo de ligação.

### Tamanho
Peso: 100g, Dimensão:108x55x12mm

### Interatividade com Usuário
Touch Screen, Music Player, Wallpaper integrado, Music Library, Tecnologia de som 3D, Visualizador de documentos,

### Memória
Memória interna de 600MB, Memória externa (MicroSD até 16 GB), cartão de 2 GB incluso.